# Hilton Hotels & Resorts

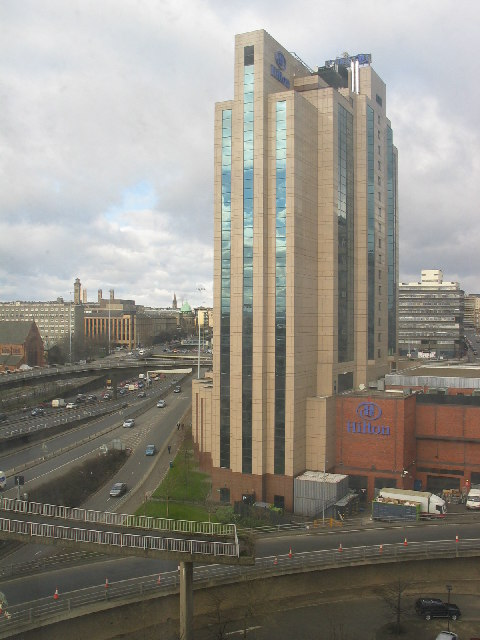
Hilton hotel in Glasgow, Schotland

Hilton Hotels & Resorts, voorheen Hilton Hotels, is een internationale hotel- en resortsketen in eigendom van Hilton Worldwide. De Hiltonhotels zijn gedeeltelijk in eigendom van of worden beheerd door de keten of worden gefranchised door individuele eigenaren.

## Activiteiten
Op dit moment heeft de keten meer dan 575 hotels, verspreid over 95 landen op 6 verschillende continenten. De hotelketen werd oorspronkelijk opgericht voor zakenmensen, maar de keten heeft ook resorts op de populaire bestemmingen rond de wereld voor het houden van vakantie. Het loyaliteitsprogramma HHonors van de hotelketen is een van de grootste ter wereld.

## Geschiedenis
De hotelketen werd in 1919 opgericht door Conrad Hilton door het Mobley Hotel op te kopen in Cisco, Texas. Het eerste hotel dat de Hilton naam droeg, was het Dallas Hilton, dat zijn deuren opende in Dallas, Texas in 1925. Hilton Hotels & Resorts was de eerste "coast-to-coast"-hotelketen in de Verenigde Staten in 1943. In 1954 werd de Statler Hotelketen aangekocht, waardoor Hilton het grootste gastvrijheidsbedrijf ter wereld werd.
Op 7 oktober 2004 vonden er bomaanslagen plaats in de Egyptische grens- en badplaats Taba. Het destijds onder Hilton vallende Taba Hotel stortte deels in waarbij 34 mensen om het leven kwamen.
In de herfst van 2010 veranderde Hilton Worldwide de naam van Hilton Hotels in Hilton Hotels & Resorts. Het Amerikaanse deel van de Hiltonhotels werd in februari 2006, na meer dan 40 jaar, herenigd met de internationale Hiltonhotels, toen de Amerikaanse Hilton Hotels Corporation de in het Verenigd Koninkrijk gevestigde Hilton Group plc opkocht.

## Vestigingen (selectie)
- Hilton Amsterdam Hotel
- Hilton Anaheim
- Hilton Bandung
- Beverly Hilton Hotel
- Hilton Budapest Hotel
- Hilton Chicago
- Hilton The Hague
- Hilton Athene
- Hilton Rotterdam
- Hilton New York
- Hilton Walt Disney World

## Trivia
- In 1949 werd er in het Caribe Hilton Hotel's Bar in San Juan, Puerto Rico de Piña Colada gecreëerd.[5]
- Op 3 april 1973 pleegde de Amerikaanse uitvinder Martin Cooper in het openbaar het eerste mobiele telefoontje nabij het Hilton New York alvorens daar naar binnen te gaan voor een persconferentie.
- In 1986 overwoog KLM een bod van 975 miljoen dollar op de hotelketen. Echter keurde de raad van commissarissen deze acquisitie niet goed waardoor de deal niet doorging.[6]

Hilton Honors